# Port Charlotte, Skottland
Port Charlotte är en by på ön Islay i Argyll and Bute i Skottland. Byn är belägen 6 km 
från Bowmore. Bosättningen grundades 1828. Orten har 350 invånare (1991).